# Saint Lawrence-bugten
Saint Lawrence-bugten eller St. Lawrence-bugten (engelsk: Gulf of Saint Lawrence, fransk: Golfe du Saint-Laurent) er en stor havbugt på Canadas østkyst, mellem Newfoundland og det canadiske fastland. Grænsen mod Atlanterhavet går langs en linje fra Cape Breton på Nova Scotia til den franske ø St. Pierre udenfor sydkysten af Newfoundland. Saint Lawrence-bugten har forbindelse til Atlanterhavet gennem Cabotstrædet mellem Nova Scotia og Newfoundland, og gennem Belle Isle-strædet mellem Newfoundland og Labradorhalvøen. 
Saint Lawrence-floden, som kommer fra De store søer, har udløb inderst i bugten. I Saint Lawrence-bugten ligger de store øer Anticosti Island og Prince Edward Island, og den mindre øgruppe Îles de la Madeleine. Yderst mod havet ligger den franske øgruppe Saint-Pierre-et-Miquelon.
48°36′N 61°24′V / 48.6°N 61.4°V